# Битва біля Ростовця
Битва біля Ростовця — битва біля древнього міста Ростовець (нині село Мала Ростівка Оратівському районі Вінницької області), що проходила на «русальному тижні» в 1176 році між військами Київського князівства та половцями, яку виграли половці.

## Хід битви
Битва пройшла під час правління в Києві Романа Ростиславича. Дізнавшись про вторгнення половців у Поросся, Роман послав проти них військо на чолі зі своїм братом Рюриком, синами Ярополком та Мстиславом. Подробиці битви невідомі. Літопис вказує на те, що Давид Ростиславич не брав участь у поході, за що вже після розгрому руських військ Святослав Всеволодович Чернігівський зажадав від Романа позбавити Давида володінь в Руській землі (в Київському князівстві), але автор «Слова о полку Ігоревім» звертався до Рюрика і Давида узагальнено, нагадуючи їм про цю поразку: «Не ваю чи вої золочоними шеломи по крові плаваша?».

## Наслідки битви
Роман не зважився карати брата, після чого Святослав Всеволодович, спираючись на союзні дружини Ольговичів і половецьку допомогу, став київським князем. Остаточно він утвердився після смерті Романа Ростиславича в 1180 році.  Також Святослав був організатором спільних походів сил руських князівств проти половців, у тому числі і в степу.